# Mészáros István László
Mészáros István László (Budapest, 1959. november 23. –) magyar ügyvéd, politikus, 1990 és 1998 között országgyűlési képviselő (SZDSZ).

## Élete
Mészáros István építészmérnök és Spekál Mária mérlegképes könyvelő fiaként született. Általános iskolai és középiskolai tanulmányait szülővárosában végezte, 1978-ban érettségizett az Újpesti Könyves Kálmán Gimnáziumban. Egy évig a Tungsram Rt.-nél dolgozott külkereskedelmi bonyolítóként, majd egyéves sorkatonai szolgálatot teljesített Kalocsán. 1980-ban az ELTE ÁJTK hallgatója lett, ahol 1985-ben szerzett jogi diplomát, majd a Budapesti 41. számú Ügyvédi Munkaközösség ügyvédjelöltje, majd 1988-ban ügyvédje lett.
A rendszerváltás környékén kezdett közélettel foglalkozni. 1987-ben a Magyar Zsidó című szamizdat lapban jelent meg az Új Exodus Keresztény Csoport általa, többekkel írt egyházpolitikai reformjavaslat. 1988-ban a Független Jogvédő Szolgálat munkatársa lett. 1988 novemberében a Szabad Demokraták Szövetségének alapító tagja, 1990-ig a szervezet Országos Tanácsának tagja volt. 1988 végén alapítója és vezetőségi tagja lett az SZDSZ Evangéliumi Keresztények Csoportjának, mely később vallási és etikai tagozattá alakult. A háromoldalú politikai egyeztető tárgyalásokon pártja jogi szakértője, az 1989-es SZDSZ-program lelkiismereti és vallásszabadságról szóló részének egyik szerzője volt.
Az 1990-es országgyűlési választáson az SZDSZ országos listájáról szerzett mandátumot, az Országgyűlésben az emberi jogi, kisebbségi és vallásügyi bizottság alelnöke, valamint választási és mandátumvizsgáló bizottság és mentelmi, összeférhetetlenségi és mandátumvizsgáló bizottság tagja, illetve az SZDSZ-frakció kisebbségügyi szakmai szóvivője lett. 1991-től az SZDSZ jobbszárnyát képviselő Liberális-Konzervatív Unió tagja volt. 1992 és 2016 között a Magyar Helsinki Bizottság, 1993-tól 1998-ig a „Parlamentarians for Global Action" New York-i székhelyű nemzetközi szervezet tagja volt.
Az 1994-es országgyűlési választáson ismét pártja országos listájáról jutott a parlamentbe, ahol az emberi jogi, kisebbségi és vallásügyi bizottság, valamint az alkotmányügyi, törvényelőkészítő, igazságügyi és ügyrendi bizottság és az alkotmányelőkészítő bizottság tagja volt. 1994-ben az Európa Tanács Parlamenti Közgyűlése Jogi Bizottsága, valamint az Európa Tanács Parlamenti Közgyűlése Menekültügyi Bizottsága tagja, majd 1998-ban rövid időre az Európa Tanács Parlamenti Közgyűlése Ügyrendi Bizottságának alelnöke lett. Az 1998-as országgyűlési választáson nem szerzett mandátumot.
1996 óta a Kelemen és Társai Ügyvédi Iroda, illetve a Kelemen, Mészáros, Sándor és Társai Ügyvédi Iroda ügyvédje. Szakterületei a polgári jog, az ingatlanjog, az emberi jogok, a személyiségvédelem, a nonprofit szervezetek joga és a nemzetközi közjog. 1999 és 2002 között a Magyarországi Nemzeti és Etnikai Kisebbségekért Közalapítvány felügyelő bizottságának tagja volt. A Hit Gyülekezete, majd a Hit Gyülekezete Országos Vezetőségének ügyvezetője lett. 1991-től a Szent Pál Akadémia főiskolai oktatója, 2001-től adjunktusa lett, majd 1997-től 2006-ig az Akadémia főigazgató-helyettese, 2006-ban pedig rektorhelyettese lett.
Felesége 1987-től Jákfalvy Éva védőnő, négy lányuk született.